# CD Condal
Club Deportivo Condal war ein spanischer Fußballverein aus Barcelona. Er wurde 1934 als SD España Industrial gegründet, 1956 in CD Condal umbenannt und 1970 aufgelöst, um gemeinsam mit Atlètic Catalunya den neuen Klub FC Barcelona Atlètic zu gründen.

## Geschichte
Am 1. August 1934 wurde der Betrieb Sección Deportiva La España Industrial und eine Sportabteilung mit demselben Namen gegründet. Eigentümer des Betriebs war Josep Antoni de Albert, der 1943 auch kurz Präsident des FC Barcelona war. Während der Präsidentschaft von de Albert wurde der nun unter dem Namen Club Deportivo Espanya Industrial auflaufende Verein zum Reserveteam des FC Barcelona. Zu Beginn spielte der Klub in regionalen Ligen und trug seine Heimspiele im Camp de Les Cortes aus.
1950 stiegen sie dann erstmals in die Tercera División auf und bereits zwei Jahre später stiegen sie in die Segunda División auf. In der Saison 1952/53 qualifizierte sich man sich sportlich für den Aufstieg in die Primera División, da das Team aber die zweite Mannschaft des FC Barcelona war, blieb dem Team der Aufstieg verwehrt.
In der Saison 1956/57 erreichte der Verein erneut den zweiten Platz in der Segunda División und gewann die anschließende Relegation zur Primera División. Infolgedessen gliederte sich der Klub unter dem Namen CD Condal aus dem FC Barcelona aus, um damit für die erste Liga startberechtigt zu sein. Schon nach einer Saison musste CD Condal als Tabellenletzter aus der Primera División absteigen.
1968 traten sie wieder dem FC Barcelona bei und wurden erneut deren Reserveteam.
1970 entschied sich der Präsident des FC Barcelona, Agustí Montal, CD Condal und das Jugendteam Atlètic Catalunya zusammenzuschließen und daraus FC Barcelona Atlètic, heutiger Name FC Barcelona B, zu gründen.

## Statistik
| Saison  | Liga             | Platz |
| ------- | ---------------- | ----- |
| 1950/51 | Tercera División | 4.    |
| 1951/52 | Tercera División | 1.    |
| 1952/53 | Segunda División | 2.    |
| 1953/54 | Segunda División | 5.    |
| 1954/55 | Segunda División | 11.   |
| 1955/56 | Segunda División | 3.    |

| Saison  | Liga             | Platz |
| ------- | ---------------- | ----- |
| 1956/57 | Primera División | 16.   |
| 1957/58 | Segunda División | 5.    |
| 1958/59 | Segunda División | 4.    |
| 1959/60 | Segunda División | 10.   |
| 1960/61 | Segunda División | 12.   |
| 1961/62 | Tercera División | 2.    |
| 1962/63 | Tercera División | 3.    |
| 1963/64 | Tercera División | 8.    |
| 1964/65 | Tercera División | 1.    |
| 1965/66 | Segunda División | 7.    |
| 1966/67 | Segunda División | 16.   |
| 1967/68 | Tercera División | 1.    |
| 1968/69 | Tercera División | 7.    |
| 1969/70 | Tercera División | 5.    |

- Saisons in der Primera División: 1
- Saisons in der Segunda División: 10
- Saisons in der Tercera División: 9
- Beste Platzierung in der Primera División: 16. (1956/57)

## Ehemalige Spieler
- Eladio (1961–1962)
- Josep Fusté (1959–1961)
- Enric Gensana (1965–1966)
- Gonzalvo III (1956–1957)
- Jiří Hanke (1956–1957)
- Carles Rexach (1965–1967)
- Rodrí (1951–1953, 1955–1958)
- Manuel Sanchís (1955–1961)
- Dagoberto Moll (1956–1957)
- Ferran Olivella (1953–1956)
- Justo Tejada (1952–1953)
- Martín Vergés (1954–1956)

## Ehemaliger Trainer
- Enric Rabassa (1960–1961)